# Forcipomyia yui
Forcipomyia yui är en tvåvingeart som först beskrevs av Liu, Yan och Liu 1996.  Forcipomyia yui ingår i släktet Forcipomyia och familjen svidknott. Inga underarter finns listade i Catalogue of Life.